# Маврикийский чубатый попугай
Маврики́йский чуба́тый попуга́й (лат. Lophopsittacus mauritianus) — вымерший вид птиц из семейства Psittaculidae, был эндемиком острова Маврикий в Маскаренском архипелаге в западной акватории Индийского океана. Был похож на обитавшего на одном из близлежащих островов родригесского попугая, который, возможно, являлся его наиболее близкородственным видом.
Голова птицы была большой по отношению к туловищу, а на лбу присутствовал отчётливый хохолок. Птица имела очень большой клюв, сопоставимый по размеру с клювом гиацинтового ара, позволявший ей вскрывать твёрдые семена. Субфоссилии костей указывают на то, что маврикийский чубатый попугай имел более выраженный половой диморфизм тела и головы, чем любой другой из современных попугаев. Какова была окраска оперения точно неизвестно, но в сохранившемся описании указывается на то, что птица имела синюю голову, серое или чёрное туловище и, возможно, красный клюв. Предполагается, что птица плохо летала.
Попугай впервые упоминается как «индийский ворон» в голландских судовых журналах с 1598 года. Известно лишь несколько кратких описаний современников и три изображения. Научно птица была впервые описана по остаткам нижней челюсти в 1866 году, но работа не ссылалась на старые сообщения, пока не был найден соответствующий подробный очерк 1601 года. Птицы вымерли в XVII веке из-за обезлесения, хищничества со стороны инвазивных видов, а также вероятной охоты на них.

## Открытие и таксономия

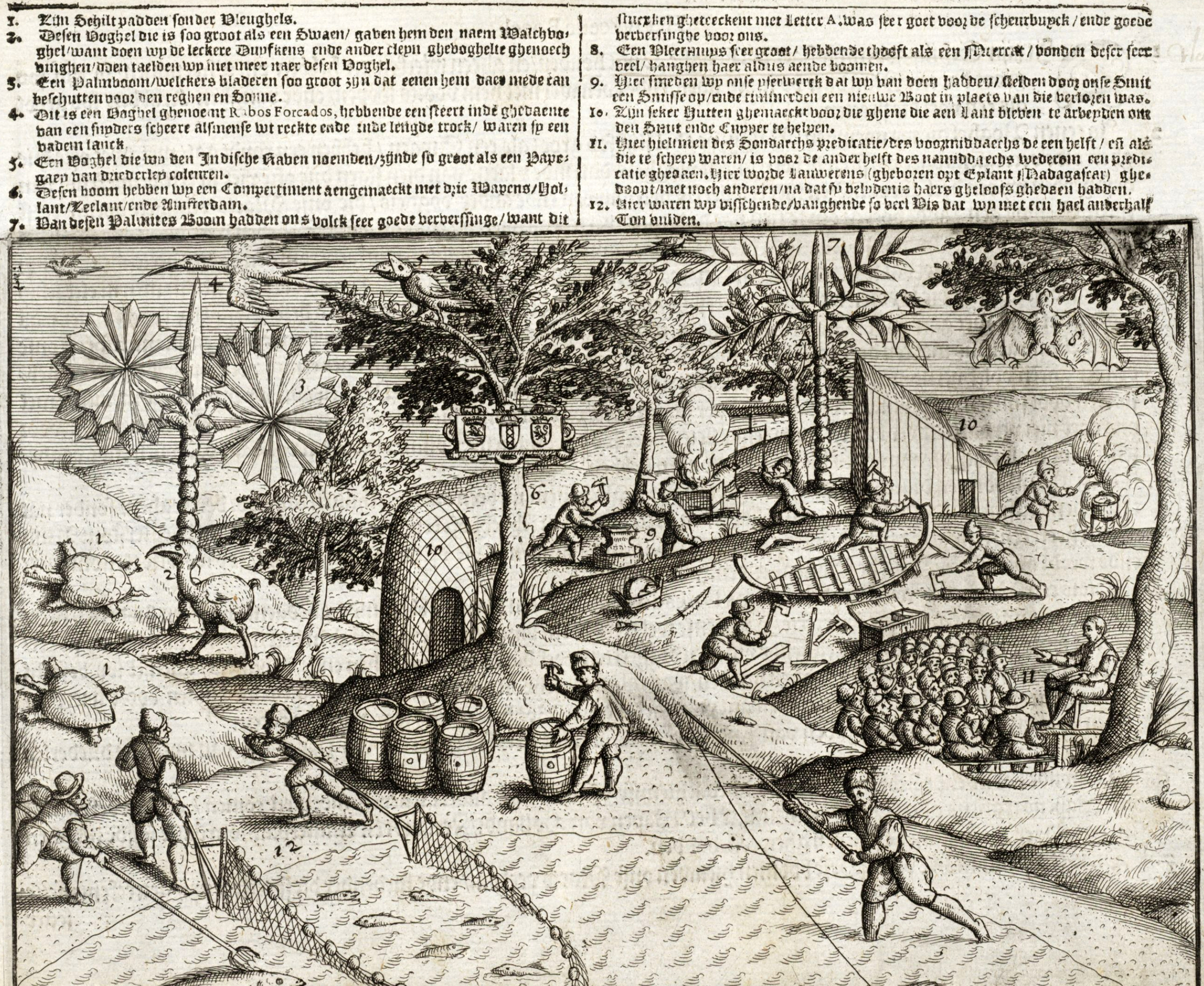
Гравюра на дереве 1601 года с первым опубликованным описанием маврикийского чубатого попугая, которого можно видеть сидящим высоко на дереве под номером 5

Самые ранние из известных описаний маврикийского чубатого попугая были оставлены голландскими путешественниками во время второй голландской экспедиции в Индонезию во главе с адмиралом Якобом Корнелисом ван Неком в 1598 году. Они представлены в докладах, опубликованных в 1601 году, которые также содержат первые иллюстрации птицы вместе с маврикийским дронтом. Голландские моряки, которые посетили Маврикий, рассматривали птиц отдельно от попугаев, упоминая их как «индийских воронов» без подробного описания, что вызвало в дальнейшем замешательство во время изучения старых судовых журналов.
Английский натуралист Хью Эдвин Стрикленд поместил «индийских воронов» в род гомраев, поскольку он принял «вырост» на лбу за недоразвитый рог. Голландцы и французы в течение XVII века также упоминали южноамериканских ара как «индийских ворон», а голландскими, французскими и английскими поселенцами в Ост-Индии подобное название также применялось к птицам-носорогам. Сэр Томас Херберт в 1634 году с описанием «птицы, такие же упрямые и энергичные, как попугаи» упоминал вид как «какаду», однако натуралист не знал, что это один и тот же таксон. Даже после совпадения остатков попугая с их найденными описаниями французский зоолог Эмиль Устале утверждал, что «индийские вороны» являлись птицами-носорогами, остатки которых ожидали открытия. Франц Штауб до конца 1993 года поддерживал эту идею. Ни на одном из океанских островов каких-либо остатков птиц-носорогов, кроме вымерших видов из Новой Каледонии, не обнаруживалось.
Первыми известными остатками попугая были субфоссилии клюва, собранного вместе с первой партией костей маврикийского дронта, найденных в болоте Мар-о-Сонж. Ричард Оуэн в 1866 году сделал описание нижней челюсти, владельца которой он определил как большой вид попугаев, которому он дал название Psittacus mauritianus. Типовой экземпляр этого вида в настоящее время утерян. В 1868 году, вскоре после того, как был заново открыт судовой журнал за 1601 год корабля «Гелдерланд» Голландской Ост-Индской компании, Герман Шлегель изучил чернильный набросок птицы в этом документе, который не был подписан. Понимая, что на рисунке, приписываемом художнику Йорису Йостенсу Лаэрле, изображён попугай, описанный Оуэном, Шлегель провёл связь со старыми журнальными описаниями. В 1875 году, из-за существенных различий между костями и хохолком ископаемого вида с видами рода жако, британский зоолог Альфред Ньютон отнёс птицу к отдельному роду, который он назвал Lophopsittacus. Lophos — древнегреческое слово, означающее «хохолок, гребень», а psittakos — «попугай». Позже французский натуралист Теодор Созье обнаружил больше окаменелостей, в 1893 году они были описаны британскими орнитологами Эдвардом Ньютоном и Гансом Гадовым. Они включали неизвестные ранее элементы скелета, такие как грудина (грудная кость), бедренная кость, плюсна и нижняя челюсть.
В 1973 году на основе остатков, собранных французским палеонтологом Луи Этьеном Тирио в начале XX века, британский орнитолог Дэниел Холиок поместил маленького ископаемого маврикийского попугая в тот же род, что и маврикийского чубатого попугая, назвав его Lophopsittacus bensoni. В 2007 году на основе сравнений остатков с описаниями XVII и XVIII веков английский палеонтолог Джулиан Хьюм перенёс этот вид в род кольчатых попугаев, назвав его Psittacula bensoni. Ранее, в 1967 году, американский орнитолог Джеймс Гринвей предположил, что сообщения о серых маврикийских попугаях относятся к маврикийскому чубатому попугаю.
В настоящее время маврикийского чубатого попугая выделяют в монотипный род Lophopsittacus семейства Psittaculidae.

## Эволюция

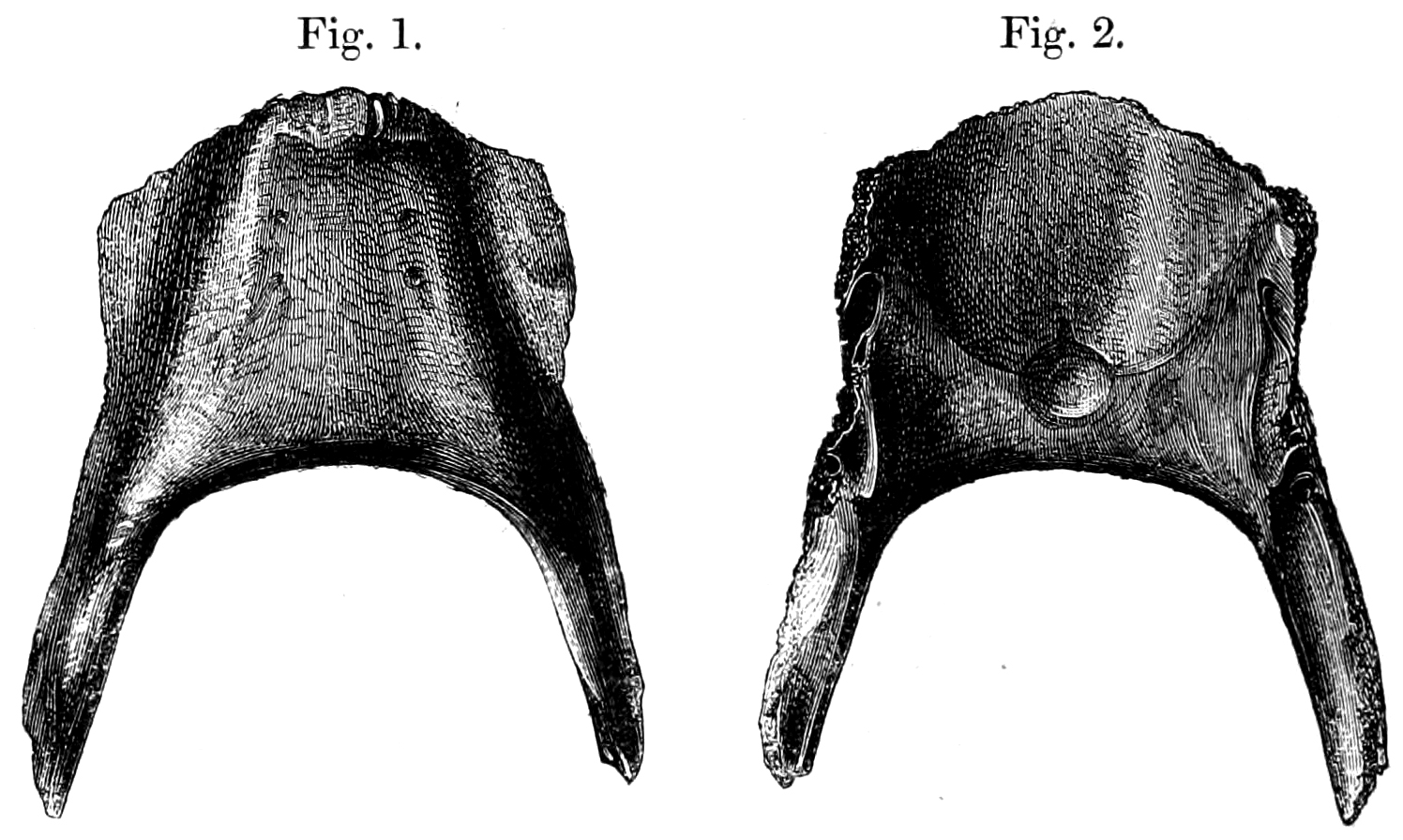
Ископаемая нижняя челюсть, 1866 год

Таксономическая родословная птицы спорная. Принимая во внимание большой клюв и другие остеологические особенности вида, Эдвард Ньютон и Ганс Гадов предположили, что птица является близким родственником родригесского попугая, но не могли определить, принадлежат ли таксоны одному и тому же роду, поскольку известно, что хохолок имел лишь последний.
Множество эндемичных маскаренских птиц, в том числе и маврикийский дронт, произошли от южноазиатских предков, поэтому Джулиан Хьюм предположил, что этот случай мог относиться и ко всем попугаевым. В плейстоцене уровень моря был ниже современного, поэтому у разных видов животных была возможность колонизировать острова, которые тогда были менее изолированными. Хотя большинство вымерших маскаренских попугаев недостаточно изучено, остатки демонстрируют, что они имели такие общие черты, как большая голова и челюсти, редуцированные кости в районе большой грудной мышцы и крепкие конечности. Хьюм, согласно радиационной эволюции, предположил, что они произошли от клинохвостых попугаев, ссылаясь на морфологические особенности и колонизацию представителей трибы множества изолированных островов в Индийском океане. Возможно, клинохвостые попугаи вторгались в этот район несколько раз, поскольку многие виды были настолько приспособленными, что могли существенно измениться на островах с горячих точек до выхода Маскаренских островов в открытое море. Изучение генома в 2011 году вместо этого показало, что ближайшим родственником маскаренского попугая с Реюньона является малый попугай-ваза с Мадагаскара и близлежащих островов, таким образом, опровергая теорию о происхождении от клинохвостых попугаев.

## Описание

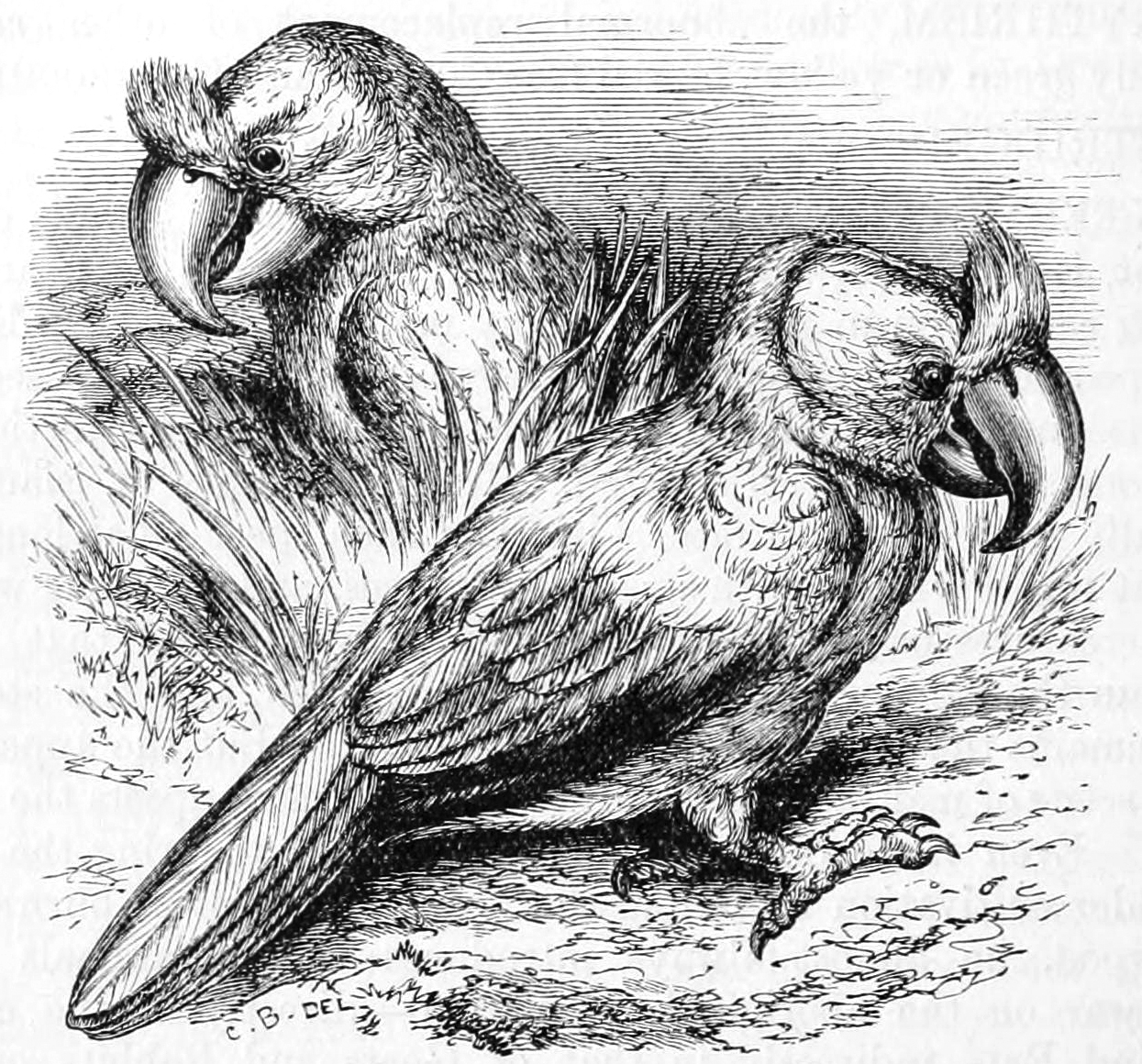
Художественная адаптация на основе кальки с эскиза птицы в судовом журнале корабля «Гелдерланд»

Маврикийский чубатый попугай имел заметный хохолок из перьев на лбу. Хохолки на черепе указывают на то, что хохолок был надёжно закреплён, и птица, в отличие от какаду, не могла им шевелить. В 2003 году эскиз птицы 1601 года был исследован Хьюмом, который сравнивал чернильное изображение с основным карандашным наброском, и обнаружил, что последний имел дополнительные особенности. На карандашном рисунке изображены хохолок в виде клочка округлых перьев на лбу у основания клюва, а также первичные кроющие перья, большие маховые перья и слегка раздвоенный хвост. Измерения костей, известных с 1893 года, показывают, что нижняя челюсть была 65—78 мм в длину и 65 мм в ширину, бедренная кость — 58—63 мм, большеберцовая кость — 88—99 мм, а плюсны — 35 мм. В отличие от других маскаренских попугаев птица имела уплощённый сверху череп.
Остатки показывают, что самцы были крупнее самок: длина тела была 55—65 см и 45—55 см соответственно, и что оба пола имели несоразмерно большие голову и клюв. Такой половой диморфизм в размерах черепов самцов и самок является самым значительным среди всех попугаев. Различия в костях остальных частей тела и конечностей менее выражены; тем не менее птица имеет самый заметный половой диморфизм в размере тела, чем любой из ныне существующих видов попугаев. Из-за этой особенности и могли быть различия в размерах между двумя птицами в эскизе 1601 года. Отчёт голландского моряка Рейера Корнелиша 1602 года обычно трактуется как единственное современное роду упоминание о разнице в размерах чубатых попугаев, выделяя «больших и маленьких индийских воронов» среди островных животных. Полная расшифровка исходного текста была опубликована лишь в 2003 году и показала, что запятая в английском переводе была размещена неправильно; вместо «индийских воронов» «большие и маленькие» ссылались на «полевых кур», которыми, возможно, являлись рыжий маврикийский пастушок и маленький реюньонский пастушок.

### Окраска

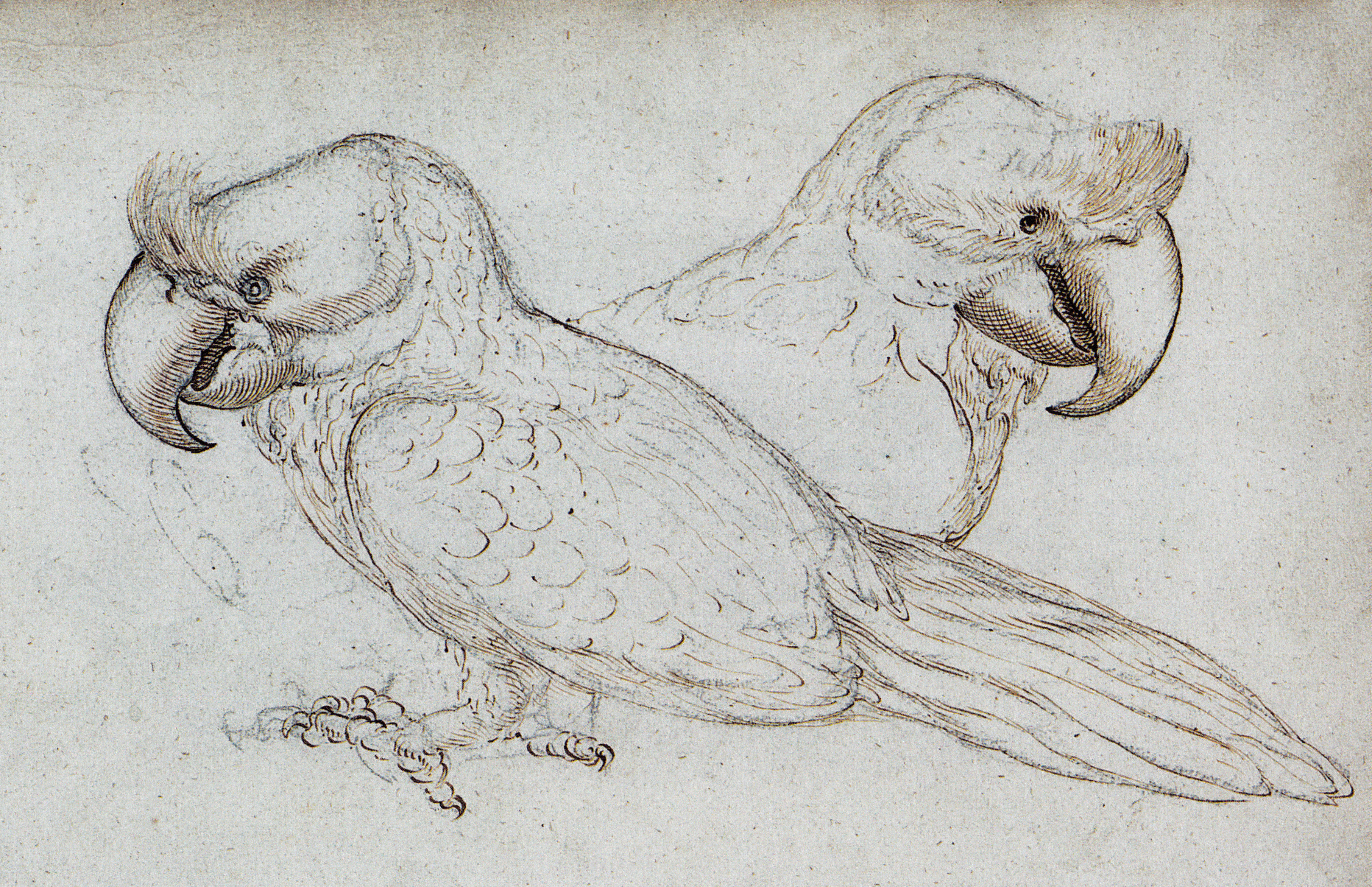
Эскиз птицы из судового журнала корабля «Гелдерланд»

По поводу окраски птицы некоторое время была путаница. Доклад экспедиции Ван Нека 1589 года, изданный в 1601 году, содержал первую иллюстрацию попугая со следующим описанием:
№ 5 — птица, которую мы назвали индийским вороном, крупнее, чем два больших попугая, двух или трёхцветная.Ван Нек
Последнее сообщение и единственное упоминание окраски вида принадлежат немецкому проповеднику Иоганну Кристиану Хоффману в 1673—1675 годах:
Среди гусей, фламинго, трёх разноцветных видов голубей, пятнистых и зелёных попугаев есть с загнутыми клювами и синими головами рыжие вороны, которые с трудом летают и имеют от голландцев прозвище «индийский ворон».Иоганн Хоффман
Голова, очевидно, была синей, а клюв, возможно, красным, что характерно для клинохвостых попугаев. Остальное оперение, возможно, было сероватым или чёрным, что также встречается среди других представителей этой трибы. Несмотря на упоминание об окраске, Уолтер Ротшильд заявил, что в журнале «Гелдерланда» птица описывалась полностью сине-серой, поэтому в его книге 1907 года под названием «Вымершие птицы» реконструкция окраски вида была представлена именно таким образом. Позднее исследование журнала показало, что в нём содержалось только описание маврикийского дронта. Чётко прорисованный трафарет головы мог иметь отдельный цвет. Было высказано предположение о том, что, помимо полового диморфизма в размере, самец и самка, возможно, имели разную окраску, которая могла бы объяснить некоторые несоответствия в старых описаниях.

## Поведение и среда обитания

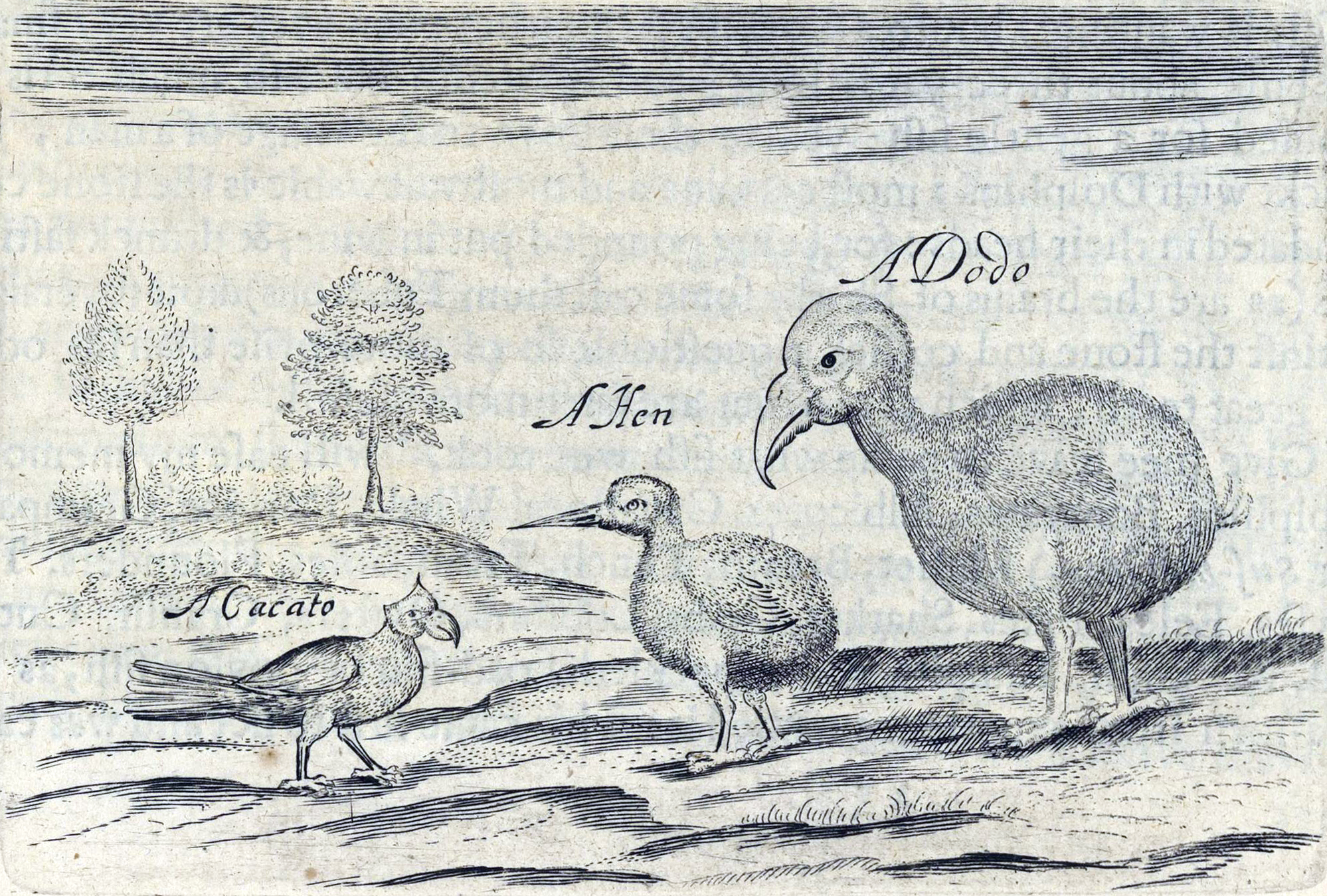
Эскиз сэра Томаса Херберта 1634 года, на котором показаны маврикийский чубатый попугай, рыжий маврикийский пастушок и маврикийский дронт

Хотя птицы, возможно, питались на земле и плохо летали, их цевки были короткими и прочными, намекая на лазанье по деревьям. Братья Ньютоны и многие авторы после них сделали вывод о том, что птица была нелетающей из-за заметных коротких крыльев и больших размеров, показанных на эскизе 1601 года. По мнению Хьюма, лежащий в основе карандашный набросок на самом деле показывает, что крылья не особо короткие. Они кажутся широкими, поскольку птицы были приспособлены к жизни в лесу, а крылышко большим, что характерно для медленно летающих птиц. Киль птицы был уменьшенным, но не был приспособлен для бега, поскольку летающие прыгающие попугаи тоже имеют эту особенность, так же как и какапо, способный к планированию. Кроме того, сообщение Хоффмана гласит, что попугай мог летать, но с трудом, и впервые опубликованная иллюстрация показывает, что птица сидит на верхушке дерева, где вряд ли могла оказаться совсем нелетающая птица.
Половой диморфизм в размере клюва мог влиять на поведение птиц. Такой тип диморфизма, обычный среди других попугаев, таких как чёрный какаду и нестор-кака, используется особями для добычи пищи разных размеров, выполнения определённых ролей в период размножения и заботы о потомстве или в брачных играх. Кроме того, значительное различие между размерами голов самца и самки, возможно, являлось отражением экологии каждого пола, хотя это и невозможно определить.
В 1953 году японский орнитолог Масаудзи Хачисука предположил, что попугай вёл ночной образ жизни, как какапо и ночной попугай, два существующих наземных попугая. Современные отчёты не подтверждают это, а глазницы имеют такие же размеры, как и у других крупных дневных попугаев. Чубатый попугай был зарегистрирован на засушливой наветренной стороне острова Маврикий, которая являлась наиболее доступной для людей, и было отмечено, что вблизи побережья находилось большое количество птиц, что могло свидетельствовать о разнообразии фауны в этих областях. Птица, возможно, гнездилась в дуплах или на скалах, как и кубинский амазон.
Термины «ворон» или «ворона», возможно, намекали на резкий голос птицы, привычки в поведении или прямо на тёмное оперение. Следующее описание голландского счетовода Якоба Гранета 1666 года указывает на лесную среду обитания и, возможно, на поведение птицы:
В лесу обитают попугаи, черепахи и другие дикие голуби, озорные и необычайно большие вороны (чубатые попугаи), соколы, летучие мыши и другие птицы, названия которых я не знаю, поскольку никогда не видел их прежде.Якоб Гранет
С началом заселения Маврикия вымерли многие эндемики этого острова, поскольку была сильно повреждена его экосистема, трудно поддающаяся восстановлению. Первоначально остров был полностью покрыт лесами, которые почти полностью были вырублены. Уцелевшая эндемичная фауна по-прежнему находится в серьёзной опасности. Чубатый попугай соседствовал с другими ныне вымершими птицами, такими как рыжий маврикийский пастушок, маврикийский дронт, попугай Psittacula bensoni, маврикийский синий голубь, сова Mascarenotus sauzieri, маскаренская лысуха, гусь Alopochen mauritianus, маврикийская утка и маврикийская кваква. В число вымерших маврикийских рептилий входят гигантские представители сухопутных черепах (род Cylindraspis), ящериц (гигантский сцинк Leiolopisma mauritiana) и змей (многокилевая болиерия). Черноватая летучая лисица и улитка Tropidophora carinata жили на Маврикии и Реюньоне, но также вымерли на обоих островах. Некоторые растения, такие как Casearia tinifolia и Angraecum palmiforme, также исчезли.

## Питание

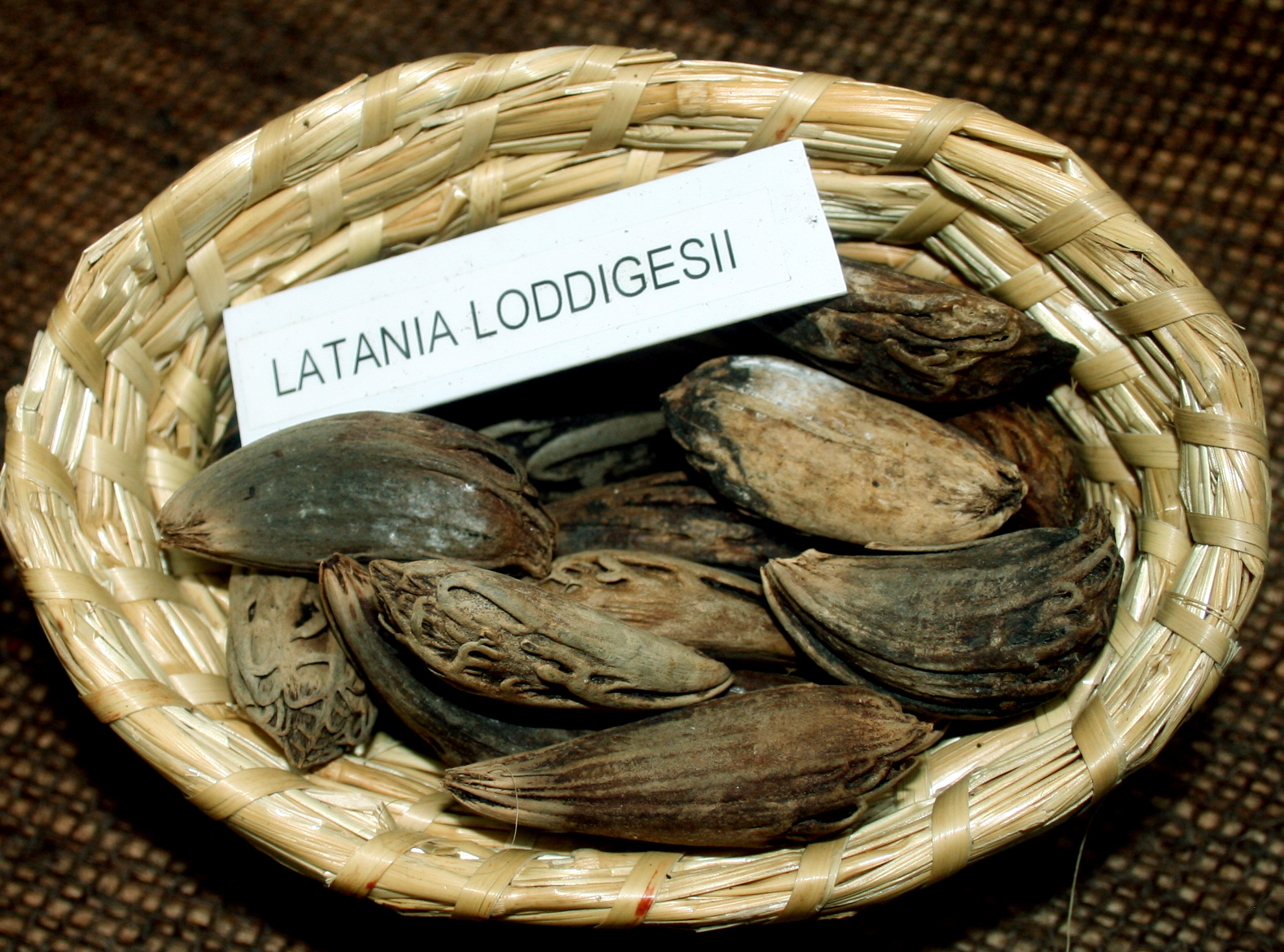
Семена Латания Лоддигеза, которая, возможно, являлась частью рациона птицы

Виды, морфологически похожие на рассматриваемый вид, такие как гиацинтовый ара и чёрный какаду, могли бы дать представление об экологии птицы. Гиацинтовые ара, которые являются типичными наземными обитателями, питаются довольно крепкими пальмовыми орехами. Бразильский орнитолог Карлос Ямасита в 1997 году предположил, что эти попугаи когда-то находились в зависимости от ныне вымершей южноамериканской мегафауны и позднее переключились на домашний скот, поедающий фрукты и распространяющий семена. Аналогичным образом чёрный какаду из Австралии питался семенами, которые оставались в помёте казуаров. Ямасита предположил, что водившиеся в изобилии маскаренские черепахи и дронты выполняли те же функции на Маврикии, и что чубатые попугаи получали от них семена. Многие виды пальм и подобные им растения на Маврикии имели твёрдые семена, которые ели чубатые попугаи, в том числе латания Лоддигеза, Mimusops maxima, дерево дронта, хурма и пандан полезный.

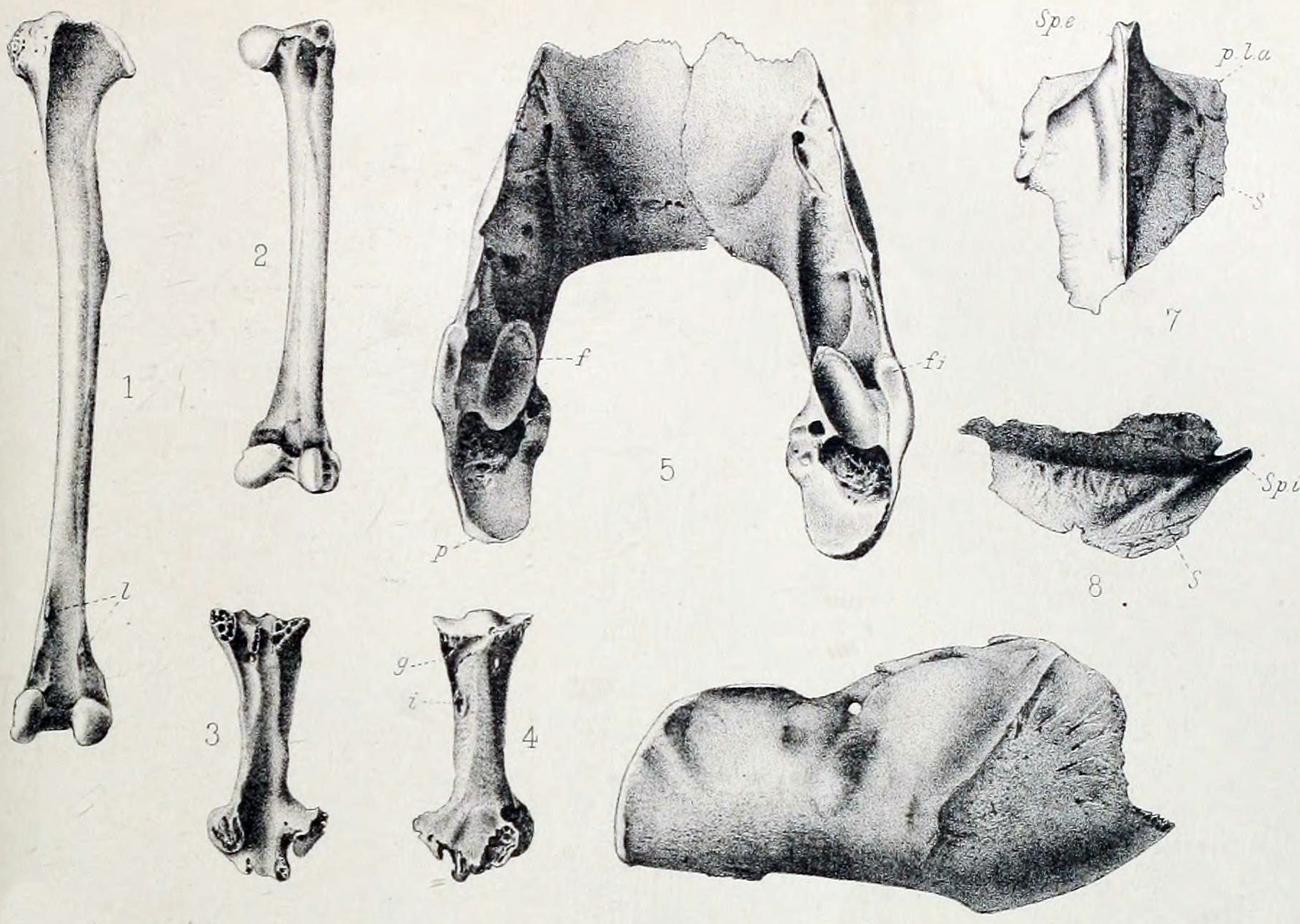
Субфоссильные остатки, включая нижнюю челюсть, описанные в 1893 году

На основе рентгенографии Холиоук утверждал, что нижняя челюсть попугая была слабой, и предположил, что птицы кормились мягкими фруктами, а не твёрдыми семенами. В качестве доказательства он указывал на широко раскрытые внутренние трабекулы, принимая во внимание широкую верхнюю часть клюва и узкую нёбную кость, а также тот факт, что не сохранилось открытого верхнего рострума, который являлся признаком изящности. Тем не менее британский орнитолог Джордж А. Смит отметил, что четыре рода (прыгающие попугаи, волнистые попугайчики, травяные попугайчики и плоскохвостые попугаи), которые использовал Холиоук в качестве примеров с «сильным клювом», на самом деле имеют слабые челюсти и что морфология по Холиоуку не указывает на прочность клюва. Хьюм с этих пор отмечал, что морфология челюсти чубатого попугая аналогична той, что у самых крупных попугаев. Например, гиацинтовый ара с лёгкостью раскалывает пальмовые орехи. Таким образом, вероятно, что чубатые попугаи добывали корм таким же способом.

## Вымирание
Хотя Маврикий в средние века посещали арабы, а с 1507 по 1513 год — португальские корабли, они не создавали на острове поселений. Голландская империя приобрела остров в 1598 году, переименовав его в честь Морица Оранского, и в дальнейшем использовала его для пополнения провизии торговых кораблей Голландской Ост-Индской компании. Голландские моряки, посещавшие Маврикий с 1598 года, интересовались фауной острова в основном только ради приготовления пищи.
Из 8 видов попугаев — эндемиков Маскаренских островов до наших дней дожил только маврикийский кольчатый попугай. Все остальные, вероятно, вымерли из-за сочетания чрезмерной охоты и вырубки лесов. Из-за плохой способности к полёту, больших размеров и доверчивости чубатые попугаи становились лёгкой добычей для моряков, которые жили на Маврикии, а их гнёзда были очень уязвимыми для хищничества макак-крабоедов и крыс. Считается, что птица вымерла к 1680-м годам, когда в большом масштабе производилась лесозаготовка местных пальм. В отличие от других попугаев, которых часто брали моряки в качестве домашних питомцев, записей о перевозке из Маврикия чубатых попугаев не существует, возможно, из-за стигматизации, связанной с воронами. В любом случае попугай не смог бы пережить такого путешествия, если он не ел ничего кроме семян.